# Майо, Рене
Рене Габриэль Юджин Майо (фр. René Gabriel Eugene Maheu) (1905, Сен-Годенс, Франция —1975) — французский профессор философии, 6-й генеральный директор ЮНЕСКО (1961—1974). Близкий друг Жан-Поля Сартра и Симоны де Бовуар.
Он был культурным атташе в Лондоне (1936—1939), а после преподавал в Марокко (1940—1942). На протяжении Второй мировой войны он занимал руководящую должность в агентстве «Франц-Африк» в Алжире, позже становится членом кабинета губернатора Рабата. В 1946 году начинает работать в ЮНЕСКО в качестве директора Отдела свободного обмена информацией.
Получив назначение на должность директора кабинета Х. Торреса Бодета в 1949 году, в 1954 становится заместителем Генерального директора, а затем представителем ЮНЕСКО в Организации Объединённых Наций в Нью-Йорке (1955—1958). С 1959 года — заместитель Генерального директора, а с 1961 года — временно исполняющим его обязанности. Спустя год приходит на должность Генерального директора ЮНЕСКО. Дважды избирался Генеральным директором.
В книге Симоны де Бовуар «Воспоминания благовоспитанной девицы» (Mémoires d’une jeune fille rangée, 1958) он описывается под именем Андре Арбо (André Herbaud).

## Факты
В городе Хмельницком (Украина) существует музыкальный скримо-коллектив, который был назван именем профессора.